# Lightseeker
«Lightseeker» — другий студійний альбом румунського симфонічного павер-метал-гурту Magica. Реліз відбувся 9 листопада 2004 через лейбл Underclass Records.

## Список композицій
1. "The Circle" - 1:36
2. "Bind You Forever" - 4:47
3. "Bittersweet Nightshade" - 4:11
4. "Dance of the Wasp" - 4:24
5. "A New Paradise" - 3:20
6. "Samhain" - 3:37
7. "Witch's Broom" - 4:09
8. "The Living Grimoire" - 5:56
9. "Black Lace" - 4:30
10. "Curse for Eternity" - 5:01
11. "Wormwood" - 5:04
12. "Inluminata" - 4:18

## Учасники запису
- Ана Младіновіч – вокал
- Богдан "Бет" Костеа – електрогітара
- Валентин "ІнгерАльб" Зечіу – бас-гітара
- Крісті "Бівіс" Барла – ударні
- Sixfingers – клавіші